# 泰尔姆马尼奥阿克
泰尔姆马尼奥阿克（法語：Thermes-Magnoac，法語發音：[tɛʁm maɲɔak]）是法国上比利牛斯省的一个市镇，属于塔布区。

## 地理
泰尔姆马尼奥阿克（43°17'57"N, 0°35'33"E）面积10.83 平方千米，位于法国奧克西塔尼大區上比利牛斯省，该省份为法国西南部内陆省份，北至热尔省，西接大西洋比利牛斯省，南与西班牙接壤，东临上加龙省。
与泰尔姆马尼奥阿克接壤的市镇（或旧市镇、城区）包括：蒙达斯塔拉克、热斯河畔布洛涅、贝特贝兹、拉拉讷、萨里亚克-马尼奥阿克。

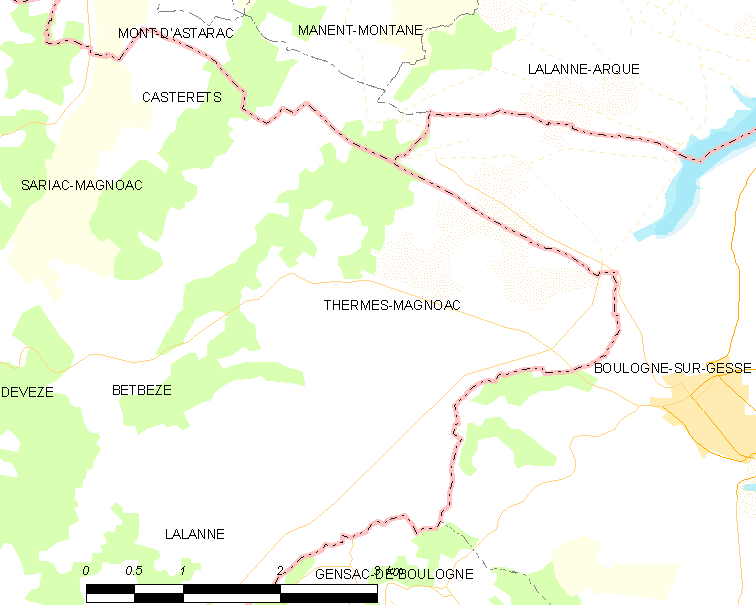
泰尔姆马尼奥阿克的OSM定位图

泰尔姆马尼奥阿克的时区为UTC+01:00、UTC+02:00（夏令时）。

## 行政
泰尔姆马尼奥阿克的邮政编码为65230，INSEE市镇编码为65442。

## 政治
泰尔姆马尼奥阿克所属的省级选区为山丘县。

## 人口

1962-2008年间泰尔姆马尼奥阿克人口变化图示

泰尔姆马尼奥阿克于2022年1月1日时的人口数量为230人。